# Stresshormone
| Katecholamine |
| ------------- |
| Adrenalin     |
| Noradrenalin  |

Stresshormone sind biochemische Botenstoffe, die Anpassungsreaktionen des Körpers bei besonderen Belastungen bewirken. Zu ihnen gehören die Katecholamine und die Glukokortikoide, die beide in der Nebenniere gebildet werden. Die eigentliche Funktion der Stresshormone ist das Freisetzen der Energiereserven des Körpers als Vorbereitung auf eine bevorstehende Flucht oder einen Kampf – beides sind unmittelbare Reaktionen auf eine Stress-Situation. 

## Freisetzung
Bei Stress werden die Katecholamine Adrenalin und Noradrenalin als Stresshormone freigesetzt. Beispiele für Stresssituationen können z. B. schwere körperliche Arbeit, Lärm, Leistungssport, psychische und geistige Belastungssituationen (Verlustangst, Todesangst, Angst vor Versagen oder vor Gesichtsverlust oder vor schweren Krankheiten) sowie (mit metabolischem Stress verbunden) Verletzungen und Schock sein. Die Katecholamine überwiegen dabei bei kurzzeitigem Stress. Die Glukokortikoide werden dagegen bei Langzeitstress ausgeschüttet. Über Vermittlung des Corticotropin-releasing hormone (CRH) wird Adrenocorticotropin (ACTH) freigesetzt, das die Synthese und Ausschüttung des Glukokortikoids Cortisol aus der Nebennierenrinde stimuliert. 
Der hauptsächliche Faktor, der die ACTH-Freisetzung steuert, ist wohl das CRH, daneben führt jedoch Stress in jeder Form auch zur Freisetzung des Arginin-Vasopressins (AVP) und der Aktivierung des Sympathicus, die beide für sich wieder die ACTH-Freisetzung fördern.
Auch die Plasmakonzentration von Prolactin steigt bei Belastung, wobei die physiologische Bedeutung noch unklar ist.
Ebenso lässt sich β-Endorphin kurze Zeit nach Belastungsbeginn in vermehrtem Maß im Blut nachweisen.